# Маун Маун Кха
Мау́н Мау́н Кха (бирм. မောင်မောင်ခ, англ. Sein Win; 7 июня 1920 года, Рангун — 30 апреля 1995 года, там же) — бирманский государственный и политический деятель, премьер-министр Бирмы с 1977 по 1988 год.

## Биография
Отец умер, когда ему был год, мать вторично вышла замуж. Жил и рос у родни. Окончил школу досрочно из-за отличной учёбы, в 1938 году (начал учиться с 9 лет). С 1937 учился в Рангунском университете на инженера. Являлся членом Ассоциации студентов. В 1941 году, на последнем курсе бакалавриата, бросил колледж и присоединился к революции.
С 1944 в рядах Национальной армии, в том же году стал командиром батальона зенитной артиллерии. Служил в инженерных частях армии до 1962 года, дослужился да начальника управления оборонной техники. С 1962 секретарь министерства промышленности, одновременно входил в комиссию по вопросам труда ЦК Партии бирманской социалистической программы (ПБСП). Он также является членом Исполнительного комитета и председателем Центрального народного трудового совета партии.
На 1-м съезде ПБСП в 1971 был избран членом Центрального исполнительного комитета и назначен министром промышленности, а также, одновременно, министром труда (в 1973—1974) и министром горнорудной промышленности (с 1974).
После 3-го съезда партии в феврале 1977 был избран председателем Центрального профсоюза. Член Государственного совета Народного собрания (парламента) в 1977—1988.
После отставки премьер-министра Сейн Вина 29 марта 1977 года назначен премьер-министром и исполнял эти обязанности до 26 июля 1988, когда ушёл в отставку на фоне антиправительственных демонстраций.